# Cadix
Cadix – miejscowość i gmina we Francji, w regionie Oksytania, w departamencie Tarn. W 2013 roku jej populacja wynosiła 233 mieszkańców. Przez gminę przepływa rzeka Tarn. 